# 青田典子
青田典子（日语：／ Aota Noriko，1967年10月7日—），本名玉置典子，日本女藝人、演員與歌手，在1986年以森田典子的名義拍攝雜誌寫真集，直到1990年以青田典子名義初出道時曾經是四人偶像團體「C.C.女孩」（C.C.ガールズ，1990年創團）的成員之一。出生日本愛媛縣松山市，娘家姓森田，在2010年時與搖滾樂團安全地帶主唱、歌手玉置浩二結婚。曾經公開自己的出生年是1966年，後來才更正為1967年。

## 主要演出

### 綜藝節目
- 《男女糾察隊》（ロンドンハーツ）

### 電視劇
- 《整形美人》（整形美人。，2002年），飾演 夷手原葵
- 《揮棒人生》（2007年），飾演 牛山百子
- 《婆媳大戰》（2007年），飾演 篠塚雅美
- 《媽媽之神》（ママの神様，2008年），飾演 中井小百合（主演）

### 電影
- 《女囚處刑人瑪莉亞》（女囚処刑人マリア，1995年）
- 《D･O･A II》（2001年）
- 《首相官邸の女》（2001年）
- 《新、日本的首領2》（新・日本の首領II，2005年）

## 單曲
- 《Jesus》（2006年）：青田曾經在《男女糾察隊》的招牌單元吐槽大排名裡面，在主持人田村淳的慫恿下表演3個勾引男人的招式，然而要表演第3項時小淳提出問題，改由背後的勾引方式，青田就在表演的過程中喊了「Jesus Christ♥」創下史上最爆笑紀錄。小淳為了幫助青田圓夢，替她安排出單曲的計畫，並以「泡沫青田」（[1]）的藝名再次踏入歌壇，同時委託小室哲哉編曲，並由TRF幫忙編舞，在幕張展覽館舉辦演唱會，此單元共花了八千萬日幣製作。

## 外部連結
- AOTA-STYLE（青田典子官方網站） （页面存档备份，存于）（日語）
- Noriko AOTA （页面存档备份，存于）